# خانمین
خانیمن
شهر خانیمن مرکز بخش کامفیروز شمالی از توابع شهرستان مرودشت در استان فارس در جنوب ایران است.
خانمین در مردادماه ۱۳۹۱ تبدیل به شهر شد.